# Carthaags leger

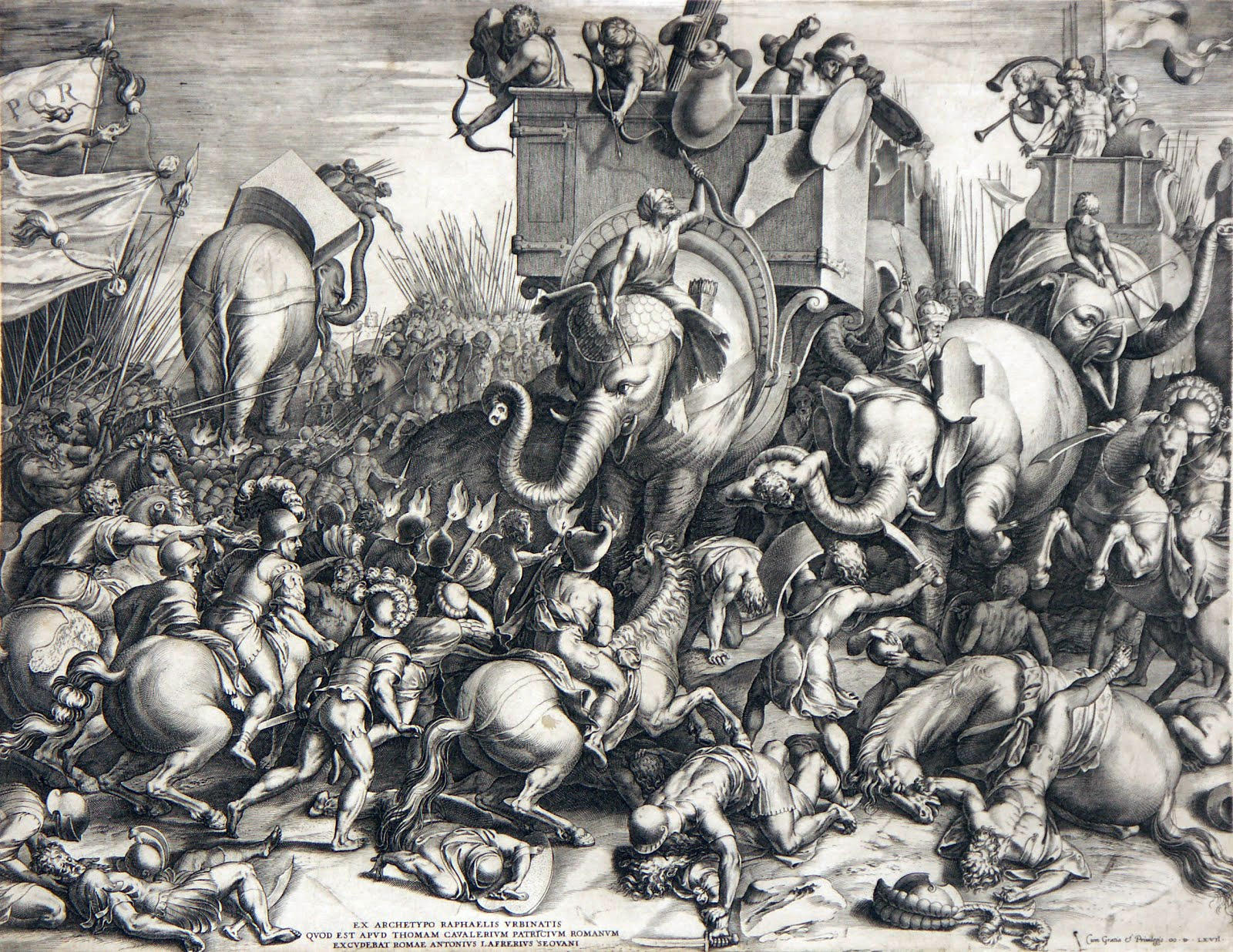
De slag bij Zama, gravure van Cornelis Cort (1567)

Het Carthaagse leger was van oorsprong een burgerleger, net zoals dat van de moederstad Tyrus. Door de rol die Carthago zou gaan spelen in het Middellandse Zeegebied werd het omgevormd tot een huurlingenleger met slechts één burgereenheid. Vooral het eliteleger de Heilige Schare van Carthago genoot enige bekendheid.

## Het Carthaagse leger voor 580 v.Chr.
Carthago hoefde lange tijd geen buitenlandse politiek te voeren. De belegering van moederstad Tyrus door de Babylonische koning Nebukadnezar in 586 v.Chr. echter betekende dat Tyrus de bescherming van haar Siciliaanse kolonies niet meer kon garanderen. Voortaan zou Carthago, dat intussen tot een rijke handelsstad was uitgegroeid, deze taak zelf moeten vervullen. Carthago zou vanaf die tijd, met steun uit Etrurië, Rome (sic!) en zelfs van de Griekse poleis op Sicilië, interveniëren in Sicilië - alsook op Sardinië - tegen de Griekse inmenging in Siciliaanse zaken. Aan de Noord-Afrikaanse kust werden de andere Fenicische kolonies verplicht de suprematie van Carthago te erkennen door het afbreken van hun muren - met uitzondering van het oude Utica -, hun legers te ontbinden en geld of troepen te leveren aan Carthago.
Van een niet-erfelijk koningschap, waarbij de oligarchie de heersers zowel kon maken als ten val brengen, evolueerde Carthago naar een oligarchisch republikeins systeem met twee suffeten, een Gerousia - met een permanente raad van dertig ouderen, een hooggerechtshof van 104 rechters gekozen door college van pentarchen en een volksvergadering, waaraan iedereen die over voldoende inkomsten beschikte kon deelnemen. Aldus werd Carthago een echte handelsrepubliek (cf. Venetië), die enkel militair ingreep wanneer haar handelsbelangen bedreigd werden.
Nadat Carthaagse burgereenheden de Griekse inmenging op Sicilië en Sardinië hadden afgeslagen, maar een van de bevelhebbers gefaald had, werd hen de terugtocht naar Carthago ontzegd. Hierop bedreigden ze Carthago zelf en een generaal, genaamd Mago I, zou de opstand neerslaan, het Carthaagse leger hervormen en zo de eerste grote militaire families van Carthago stichten. Een van die beroemde militaire families zouden de Barkas zijn.

## Mago's hervormingen
Omdat Carthago voortaan moest zorgen voor de veiligheid van de Fenicische kolonies in het westen, volstond rekrutering onder het volk niet meer. Bovendien zou het inzetten van Carthagers een aderlating betekenen voor de economie, daar de meeste Carthagers in de handel actief waren en aldus Carthago haar rijkdom hadden doen verwerven. Het was dan ook niet meer dan logisch dat men besloot voortaan huurlingen in te zetten voor de bescherming van de kolonies, daar deze goedkoper waren in te zetten dan de eigen burgers. Rond de vierde eeuw v.Chr. was dan ook het burgerleger afgeschaft en vervangen door een van huurlingen. Men rekruteerde zowel in het Nabije Oosten als in Italië, Gallië, Hellas en Africa, waarbij men zowel individuele inschrijvingen had als hele eenheden van buitenlandse prinsen of koningen. Het kleine aantal Carthagers dat in legerdienst bleef, opereerde vermoedelijk in 311 v.Chr. voor het laatst buiten Carthago. Carthagers die voortaan wilden strijden voor hun moederstad werden opgenomen in een nieuwe elite-eenheid die de stad zelf moest verdedigen: de Heilige Schare van Carthago. Deze zouden een witte linothorax blijven dragen met de symbolen van Tanit erop geschilderd.
De problemen die huurlingen konden stellen, werden door Carthago vaak makkelijk opgelost. Zo was het probleem van soldij geen punt, zolang de handel maar bleef draaien en dat was waarvoor men hen juist aannam: het beschermen van de Carthaagse handel. Dit liep echter mis tijdens de Eerste Punische Oorlog toen het tot een echte huurlingenoorlog (240-238 v.Chr.) kwam, die uiteindelijk gewonnen werd door de Carthagers. Soms werden manschappen gevraagd voor de bescherming die Carthago bood - zoals in Iberië en Libië was gebeurd - die vervolgens betaald werden als huurlingen. Een ander probleem was de vrede die huurlingen onrustig en ongedisciplineerd maakte. Dit werd handig opgevangen door buitenlandse expedities zoals die van Hanno met het oog op de verovering van Carthago's hinterland. Om te voorkomen dat huurlingenleiders de touwtjes in handen zouden nemen, werden Carthaagse huurlingenlegers geleid door Carthaagse generaals. Hoewel Carthagers eerder handelaren dan krijgers waren, werden sommige Carthaagse families - waaronder de Magoniden van Mago en de Barkas - de leveranciers van generaals voor deze legers.
Om te voorkomen dat deze generaals - en met hen hun families - te veel macht zouden krijgen, werd een systeem ingevoerd waarin generaals voor een beperkte periode hun bevoegdheid kregen van de raad van honderd rechters en door een van deze die hem vergezelde ook werd gecontroleerd. Een generaal die niet loyaal was of faalde in zijn opdracht werd als afschrikwekkend middel gekruisigd op het hoofdplein van Carthago. Zo werd een zekere Bomilar in 308 v.Chr. bij zijn poging met een kleine elitetroep de macht te grijpen, teruggeslagen door de andere - wel loyale - generaals.
De twee sterkste punten aan het Carthaagse systeem waren het feit dat ze altijd voldoende manschappen hadden: ze konden altijd nieuwe huurlingen aannemen tijdens een veldtocht, nieuwe burgers konden niet zo makkelijk worden geworven; en hun voortreffelijke generaals, die in het veld de vrije hand kregen. Om de loyaliteit van de professionele strijders met wie ze werkten te verdienen, moesten ze hun mannetje staan en hun moed te bewijzen tegenover deze geharde strijders.

## De Carthaagse vloot
Naast een landleger had Carthago ook een oorlogsvloot, waarvoor een aparte oorlogshaven was aangelegd. Deze haven, een kothon (aangelegde havenbeken), was met de handelshaven verbonden via een kanaal, zodat men via het kanaal dat de handelshaven met de zee verbond uit kon varen. De ronde oorlogshaven had een diameter van 325 m en bood plaats aan 220 oorlogsschepen. Op een in het midden van de haven aangelegd kunstmatig eiland bevonden zich de gebouwen van de Carthaagse admiraliteit.
Oorspronkelijk beschikte de Carthaagse vloot over triremen, zoals de andere zeevarende volkeren, maar rond de 4e eeuw v.Chr. zouden de Carthagers overstappen op de quinquereem (penterikon; schip met vijf in plaats van drie roeiriemen), die ofwel door de Carthagers zelf of door Dionysius I van Syracuse voor het eerst in gebruik werden genomen. Hierdoor konden de Carthagers zich voortaan sneller verplaatsen dan hun tegenstanders die nog over triremen beschikten. Maar deze snelheid kon niet baten in het gevecht tegen de Romeinen die op hun schepen een corvus (enterbrug) plaatsten, waardoor beide schepen aan elkaar geklonken werden en een strijd - gelijkwaardig met die op land - kon plaatsvinden waarbij de Romeinen in het voordeel waren.

## De Carthaagse troepen
Het Carthaagse leger bestond oorspronkelijk uit burgers die gerekruteerd werden in tijd van oorlog. Deze burgersoldaten waren uitgerust met een linothorax, scheenplaten, een Thracische (vooral populair bij de zware ruiterij), Montefortino of Iberische helm (vooral populair bij de lichte infanterie), een xiphos (een kort Grieks zwaard) of werpspies (voor de lichte infanterie, maar ook door de Numidische lichte infanterie gebruikt) en tot slot een hoplon of thureos als schild.
Nadat het Carthaagse leger was omgevormd tot een huurlingenleger, kende men een grote diversiteit aan uitrusting en vechtstijlen, maar een van haar belangrijkste leden waren de Libisch-Fenische zware cavalerie, die met een ijzeren thorax, een Thracische helm en een groot witte schild waarachter ze zich bijna helemaal konden verbergen langzaam vooruitschreden (cf. falanx) en ondersteund werden door de Carthaagse strijdwagens, die veel weg hadden van de Kanaïtische versie. Rond de Tweede Punische Oorlog droegen de soldaten een ijzeren helm, scheenplaten, een linothorax, een caetra (klein rond schild), een sarissa en een xiphos, vermoedelijk in een opstelling vergelijkbaar met de Macedonische falanx. De Keltische en Iberische huurlingen droegen als schild ook vaak een scutum dat platter was dan dat van de Romeinse troepen. De Keltische huurlingen gebruiken ook vaak een cladio (Keltisch zwaard). Na de Slag bij het Trasimeense Meer liet Hannibal Barkas zijn soldaten kleden in de buitgemaakte Romeinse uitrusting (waaronder de lorica hamata), waarvoor natuurlijk andere gevechtsformaties zoals de manipel moesten worden aangeleerd.
De ruiterij die Hannibal meenam bestond uit Iberische en Kelt-Iberische ruiters met een saunion (een volledig ijzeren werpspies van ruwweg 1,21 à 1,52 m), die echter vooral vertrouwden op hun falcata (Spaanse kort zwaard). Daarnaast had hij nog infanteristen uit Gallië (die lichte werpspiesen op elk moment in de strijd gooiden), slingeraars van de Balearen (ex-herders) en Carthaagse strijders die een allegaartje van wapens van de verschillende eenheden (zoals een falcata) meedroegen en natuurlijk de beroemde krijgsolifanten die Hannibal beroemd zouden maken. Hier wordt weer aangetoond welk talent een Carthaags generaal moest bezitten om een dergelijke groep bijeen te houden. Enkel een even geniale generaal kon erin slagen het Carthaagse leger een halt toe te roepen, en deze vond Rome in de figuur van Publius Cornelius Scipio Africanus maior.